# Вовка в тридев'ятому царстві (мультфільм)
«Вовка в тридев'ятому царстві» (рос. Вовка в Тридевятом царстве) — кросоверний радянський мультиплікаційний фільм.
Багато фраз з цього фільму стали народними.

## Сюжет
Школяр Вовка мріяв про казкове життя, адже у казках все робиться за щучим велінням. За допомогою порад з довідника «Зроби сам» бібліотекарка створює намальованого хлопчика — копію Вовки — і відправляє його у Тридев'яте царство, котре існує в книзі казок. Де його чекають багато трудностей

## Цитати з мультфільму
- — Так ви що, і цукерки за мене їсти будете ?!.. — АГА !!!
- — Хочеш — тістечка, хочеш — морозива! А він — паркани фарбує!
- — Еге-гей, варта! Ось що, братці, відрубайте-но йому голову — дармоїд!
- — Спочатку тобі корито, а потім тобі подавай пральну машину?
- — У нас — зліт юних Василіс. З обміну премудростями.
- — Замісити і нарубати!

## Творці
- Автор сценарію: Вадим Коростильов
- Композитор: Ігор Якушенко
- Режисер: Борис Степанцев
- Художники-постановники: Анатолій Савченко, Петро Рєпкін
- Оператор: Михайло Друян
- Художники-мультиплікатори: Світлана Жутовська, Анатолій Абаренов, Галина Баринова, Антоніна Альошина, Вадим Долгих, Юрій Бутирін, Леонід Каюков, Тетяна Таранович, Віктор Арсентьев, Ольга Орлова, Анатолій Петров
- Художники: О. Геммерлінг, Гелій Аркадьєв
- Асистенти режисера: Віра Турубінер, Олена Шилова
- Звукооператор: Борис Фільчіков
- Редактор: Раїса Фрічинська

### Ролі озвучували
- Рина Зелена — Вовка
- Емма Трейвас — Пічка
- Михайло Яншин — Цар
- Клара Рум'янова — головна Василиса Примудра
- Олена Понсова — бібліотекарка, стара
- Людмила Гнилова — одна з Василис

## Українське багатоголосе закадрове озвучення
Українською мовою озвучено студією «Так Треба Продакшн» на замовлення телеканалу «К1» у 2017 році. Ролі озвучували: Євген Пашин, Валентина Сова, Олена Бліннікова і Ганна Соболєва.

## Продовження
Наприкінці 2021 року "Союзмультфільм" випустила короткометражку який є продовженням мультфільму "Вовка і зима у тридев'ятому царстві". За сюжетом Вовка перед новим роком відправляється у чарівну країну, де йому треба повернути зиму за будь яку ціну та врятувати свято.